# Upcycling

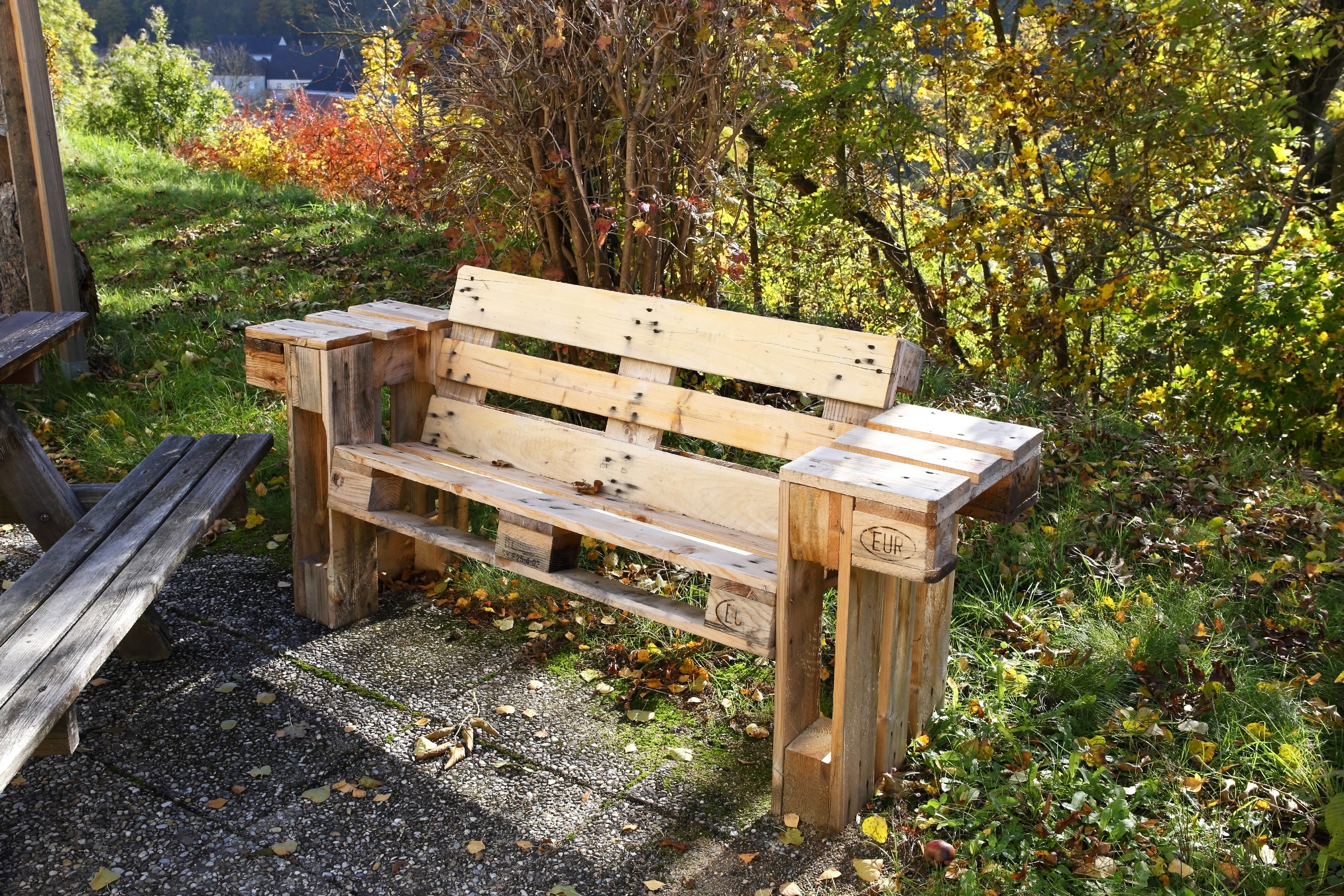
Ein Beispiel für Upcycling: aus gebrauchten Transportpaletten werden Gartenmöbel.

Beim Upcycling (englisch up „nach oben“ und recycling Wiederverwertung) werden Abfallprodukte oder andere nicht mehr genutzte Stoffe in neuwertige Produkte verarbeitet. Im Gegensatz zum Downcycling kommt es bei dieser Form des Recyclings zu einer stofflichen Aufwertung. Die Wiederverwertung oder Nachnutzung von bereits vorhandenem Material reduziert den Verbrauch von Rohstoffen.

## Geschichte des Begriffs
Eine frühe Erwähnung fand der Begriff 1994 in einem Artikel der britischen Zeitschrift Salvo, in dem der Ingenieur Reiner Pilz von der Burgdorfer Pilz GmbH mit seiner Kritik an der Abfallrahmenrichtlinie und der Praxis beim Baustoffrecycling zitiert wird:

‚Recycling‘, he said, ‚I call it down-cycling. They smash bricks, they smash everything. What we need is up-cycling where old products are given more value, not less.‘

„‚Recycling‘, sagte er, ‚ich nenne es Down-cycling. Sie schlagen Bausteine kaputt, sie schlagen alles kaputt. Was wir brauchen, ist Up-cycling, bei dem alte Produkte einen höheren Wert erhalten, keinen geringeren.‘“

### Bedeutung des Begriffs für die Wirtschaft
Inzwischen hat der Begriff „Upcycling“ Eingang in die Wirtschaft gefunden. In einem Interview mit dem Deutsche Wirtschaftsnachrichten Magazin verwendete der RWTH-Aachen-Professor Ulrich Krupp den Begriff „Upcycling“ im Zusammenhang mit der Wiederaufbereitung von Stahlschrotten.
Die Montanwerke Brixlegg Aktiengesellschaft, ein Unternehmen der Sekundärkupferproduktion aus Brixlegg, Österreich, verwenden den Begriff im Zusammenhang mit der von ihnen eingetragenen Wortmarke „Upcycling Copper“.

### Begriffsvorlage für Preisbezeichnung
Für den Bereich Kunst und Design wurde erstmals 2021 der Upcycling-Kunstpreis ausgelobt, um eine kreative zirkuläre und damit ressourcensparende Verwendung gebrauchter, zu Abfall erklärter Materialien und deren künstlerische Aufwertung auszuzeichnen. Von einer Jury wurden aus insgesamt 1.213 Einreichungen anonym sieben Nominierte ausgewählt. Anhand der Werke dieser Nominierten wurden die drei Erstplatzierten gewählt: Mit dem ersten Preis wurde Ramona Seyfahrt ausgezeichnet für ihre flüchtige Teppich-Installation aus Werbeflyern. Auf Platz zwei wählte die Jury Kerstin Bruchhäusers Textilkunst im Stil koreanischer Bojagis. Der dritte Platz ging an Willi Reiche für seine kinetische Kunst namens „Every brass you take“ in Anspielung auf den Titel „Every Breath You Take“ von The Police und sechs ausrangierte Blechblasinstrumente (brass).

## Bedeutung und Einsatz von Upcycling
Bedingt durch den Schwund der natürlichen Ressourcen und durch gesellschaftlichen Wandel gewinnt Upcycling an Bedeutung, darüber hinaus sind Kosteneinsparungen und neue Vermarktungsmöglichkeiten weitere Vorteile. Das deutsche Umweltbundesamt wies dem Upcycling im Sinne von Nachnutzung von Materialien 2016 einen Rang als Innovationstyp zu:

„Bei der „Nachnutzung“ – zum Beispiel im Rahmen von Upcycling, der Verwendung von Produktionsresten für Kunstprojekte oder der Sammlung von Fallobst – werden hingegen dem Konsumverkehr entzogene Produkte dem Markt wieder zugeführt und erlangen dadurch wieder an Wert.“

In „ärmeren“ Gesellschaften wird Upcycling überdurchschnittlich häufig angewendet: In vielen Entwicklungsländern z. B. sind Flechttechniken verbreitet, mit denen sich aus alten Gummi- und Plastikprodukten neue Produkte fertigen lassen; so werden u. a. aus alten Autoreifen Sohlen für Flip-Flops.
Doch auch in „wohlhabenden“ bzw. „Wegwerfgesellschaften“ ist Upcycling auf dem Vormarsch: Einige Unternehmen versuchen herkömmliche Materialien durch die kreative Zweckentfremdung von unkonventionellen Ressourcen zu ersetzen. So entstehen etwa Sonnenbrillen aus alten Büchern und kaputten Jeans oder Tassen aus Kaffeesatz. Daneben gewinnen ästhetische Aspekte an Bedeutung; manche Personen verwenden zum Beispiel alte Obstkisten, Paletten, Weinflaschen oder Rohre, um daraus neue Produkte für die Innen- und Außeneinrichtung zu schaffen. Die steigende Beliebtheit begründet sich auch im Modebereich vor allem in der Individualität der durch Upcycling entstehenden Produkte.
So werden z. B. aus Nylonstrumpfhosen Haargummis, Tetrapaks werden zu Windlichtern, leere Schraubgläser zu Blumenvasen und Treibholz zu Skulpturen.

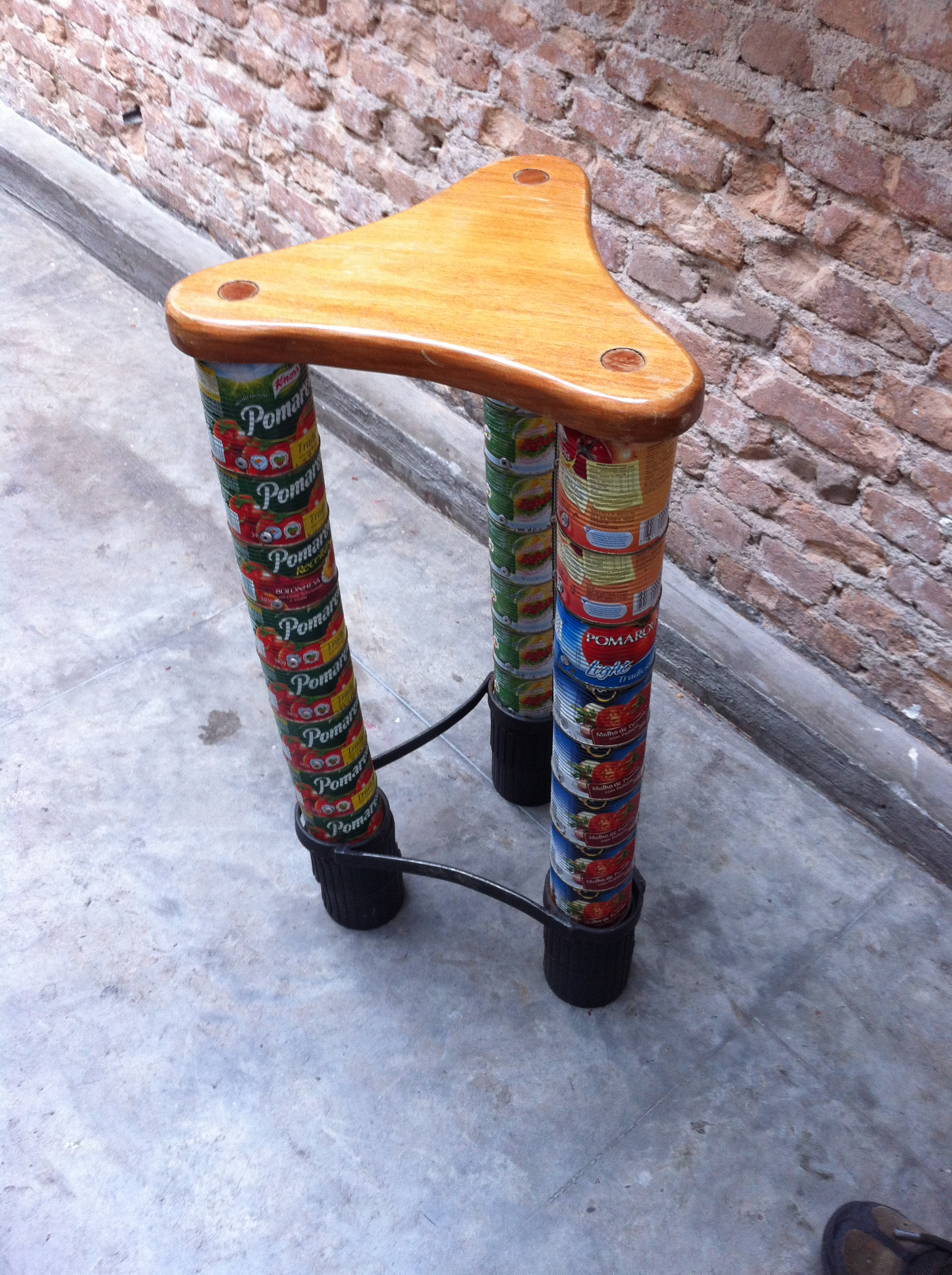
Hocker, teilweise aus Konservendosen.
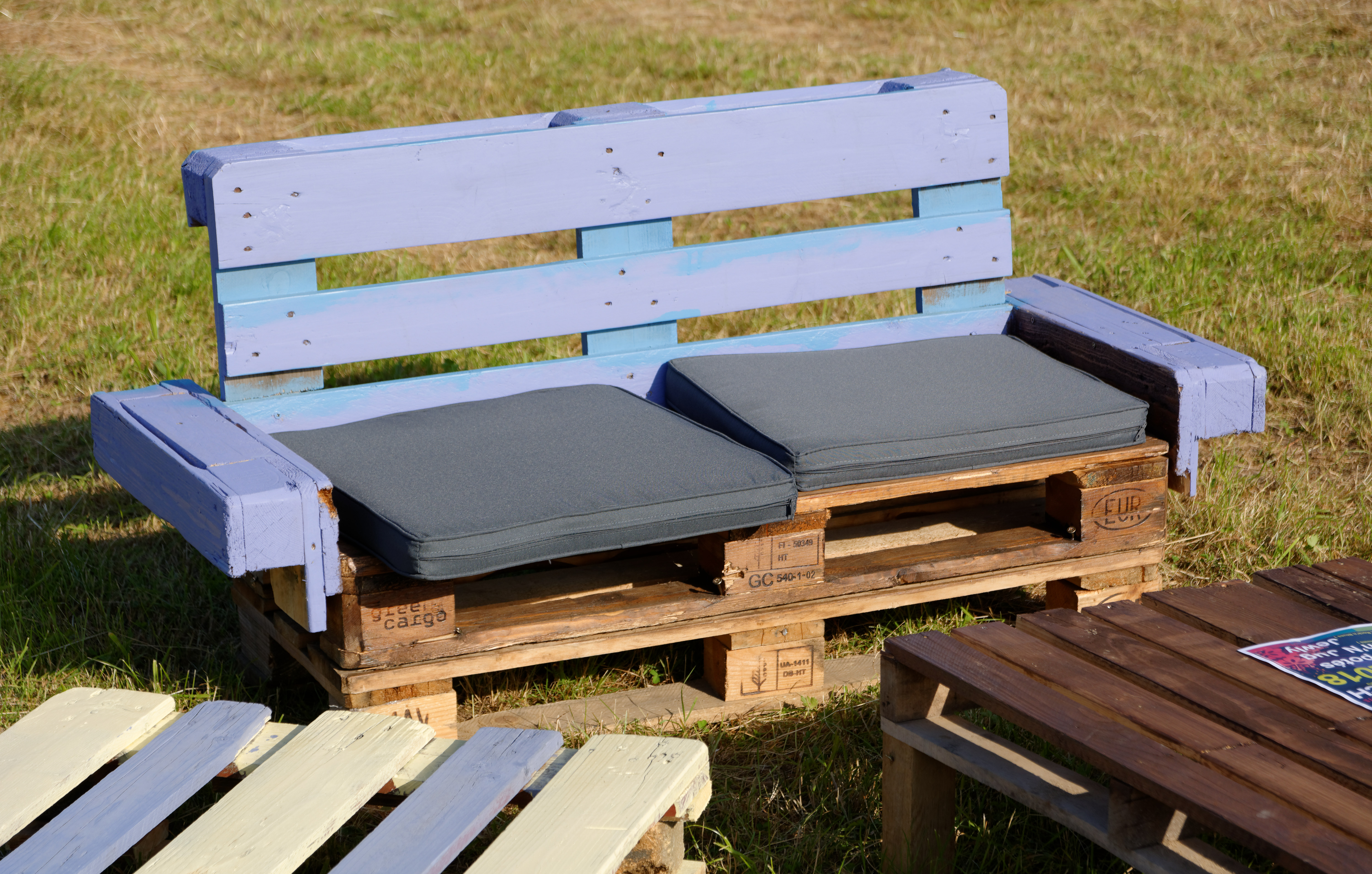
Sitzbank aus Paletten.
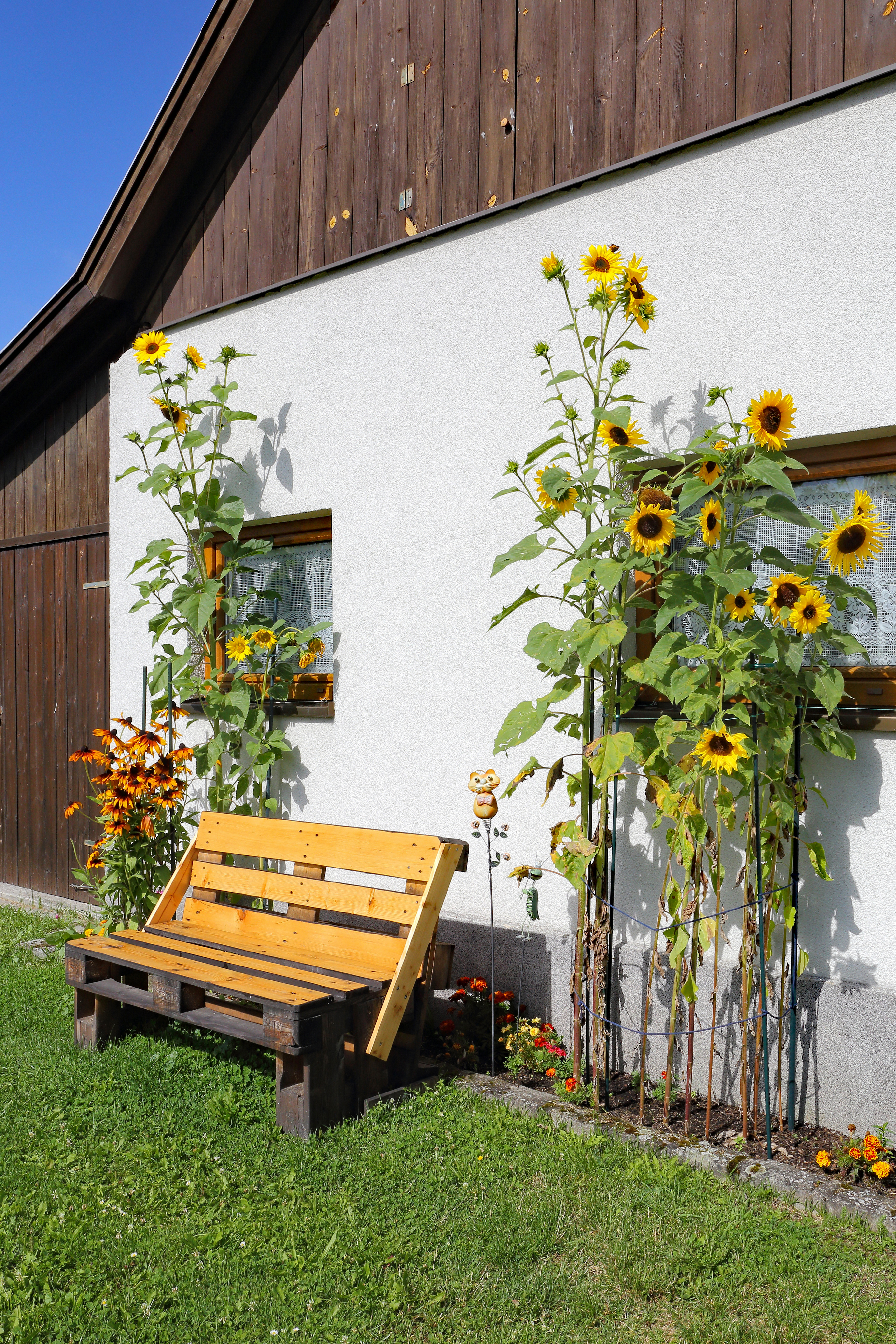
Weitere Sitzbank aus Paletten.
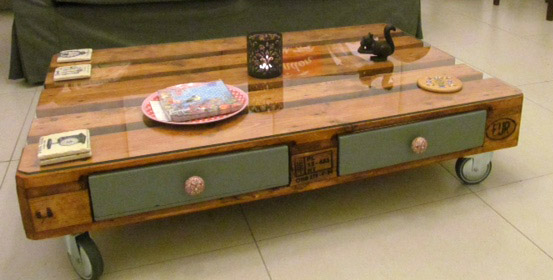
Aus Paletten erstellter Tisch.
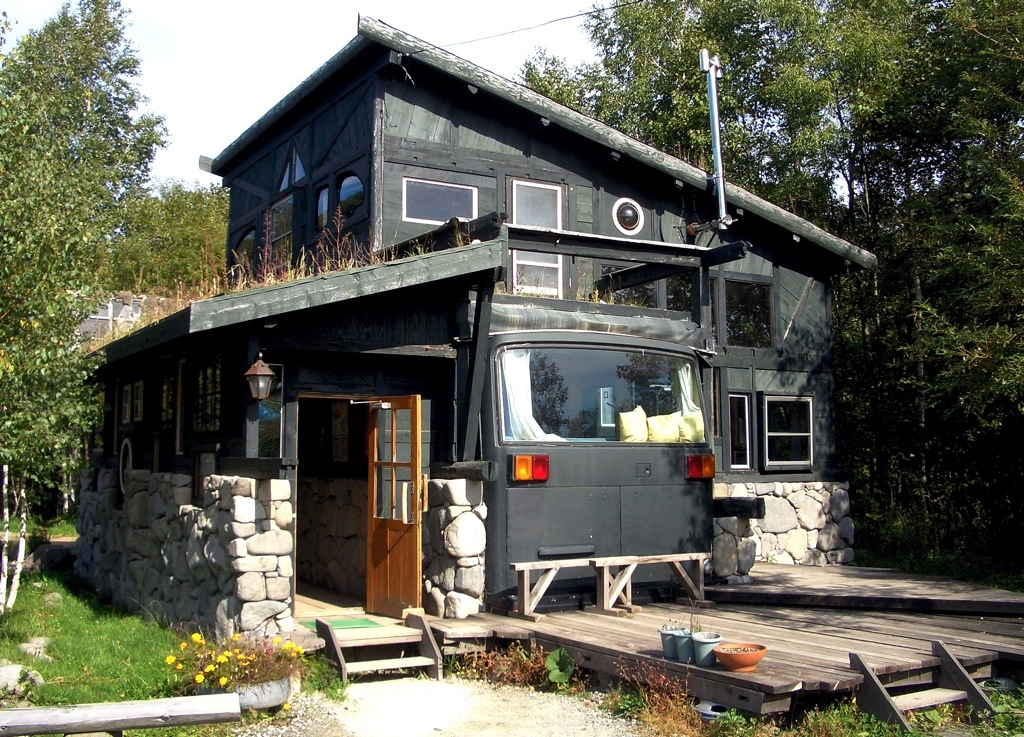
Haus, teilweise aus Recyclingware.
Umhängetasche aus Feuerwehr-Wasserschläuchen.
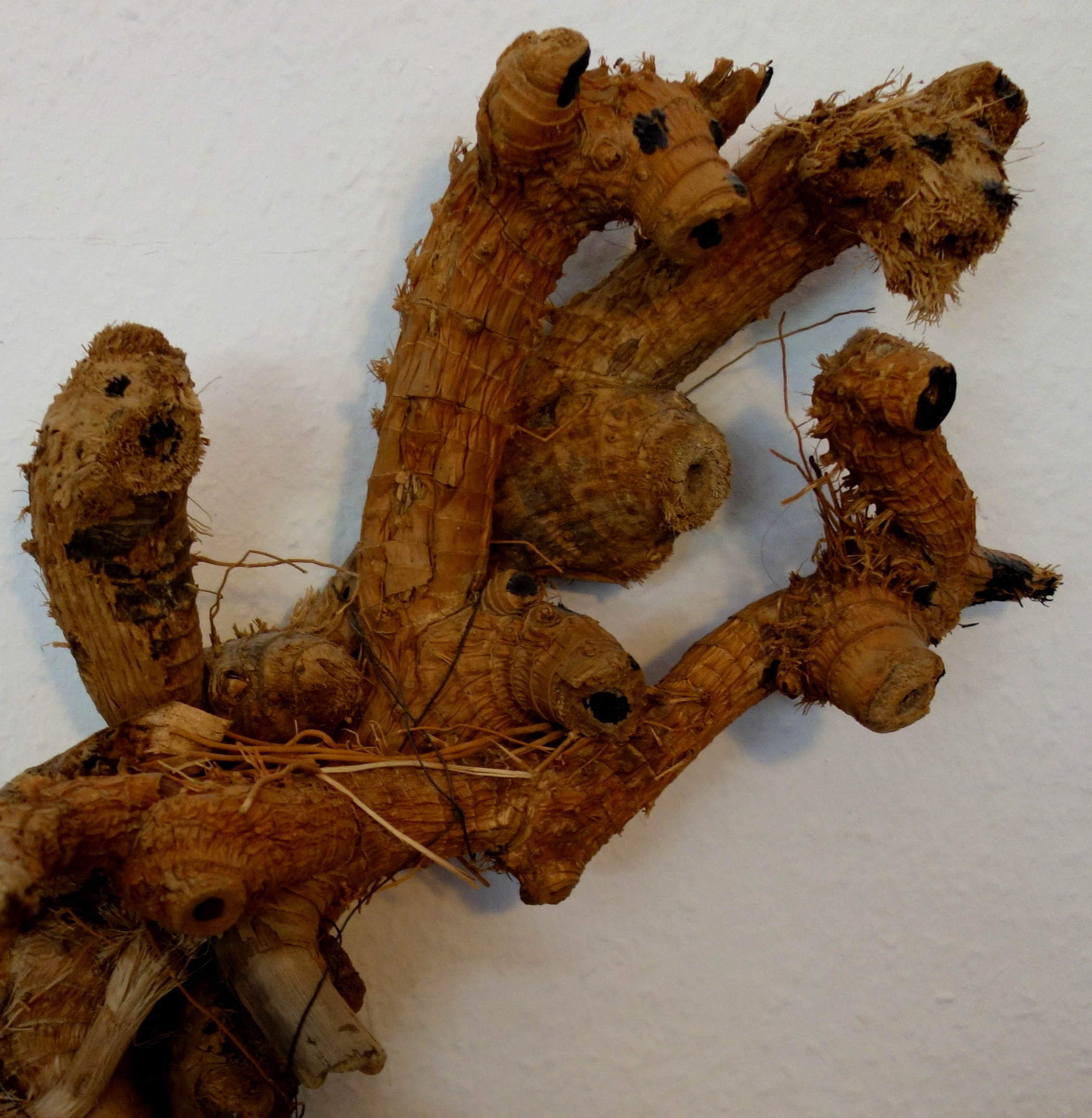
Skulptur (Fabelwesen) aus gestrandetem Treibholz